# Индия на летних Олимпийских играх 2012
Индия на летних Олимпийских играх 2012 представлена в тринадцати видах спорта.

## Награды
| Медаль  | Спортсмен                     | Вид спорта | Дисциплина                             |
| ------- | ----------------------------- | ---------- | -------------------------------------- |

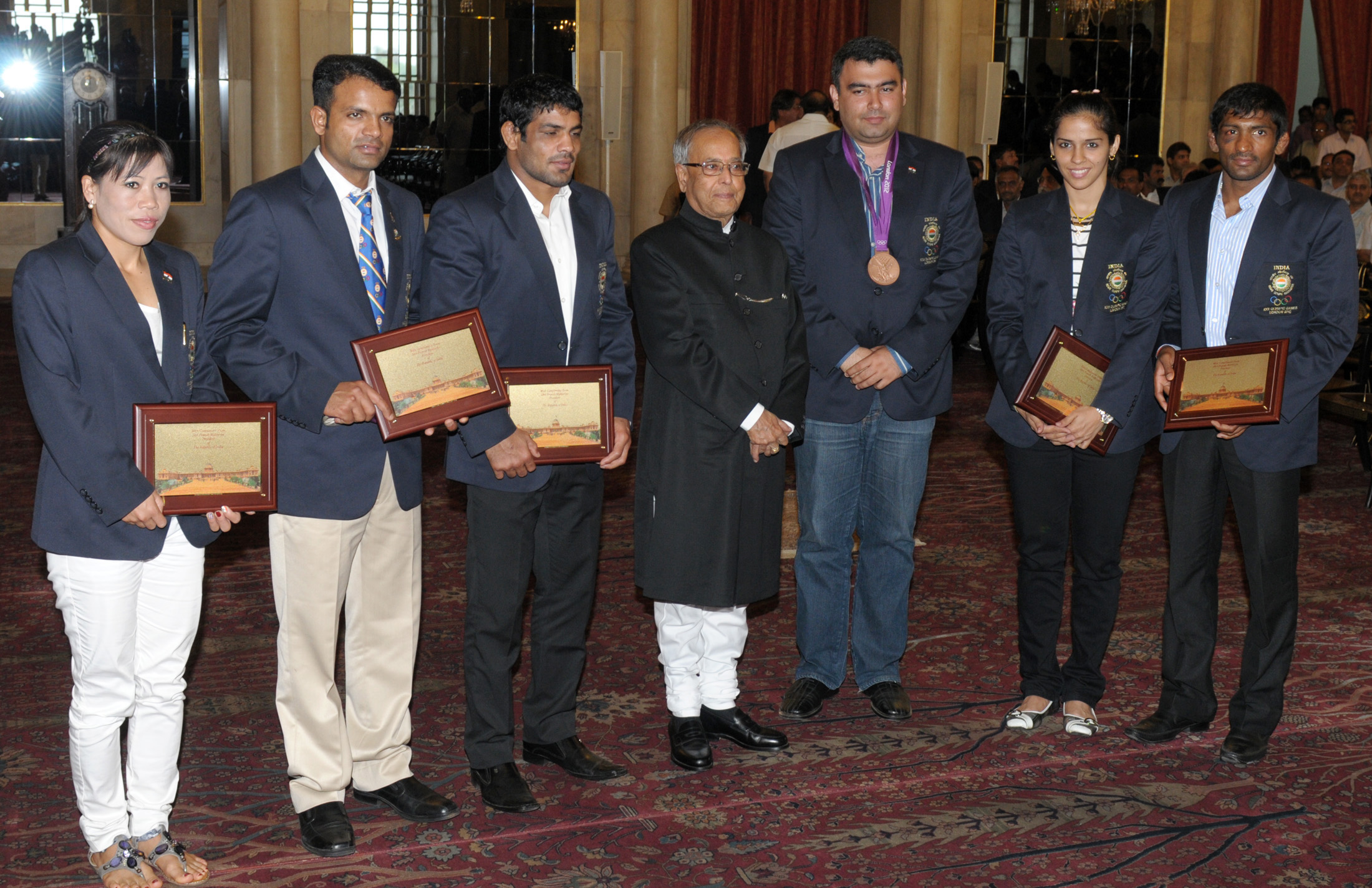
Мэри Ком, Виджай Кумар, Сушил Кумар, президент Индии Пранаб Кумар Мукерджи, Гаган Наранг, Саина Нехвал и Йогешвар Дутт

| Серебро | Виджай Кумар                  | Стрельба   | Мужчины, скоростной пистолет, 25 м     |
| Серебро | Сушил Кумар                   | Борьба     | Мужчины, вольная борьба, до 66 кг      |
| Бронза  | Саина Нехвал                  | Бадминтон  | Женщины, одиночный разряд              |
| Бронза  | Чунгнейджанг Мэри Ком Хмангте | Бокс       | Женщины, до 51 кг                      |
| Бронза  | Йогешвар Дутт                 | Борьба     | Мужчины, вольная борьба, до 60 кг      |
| Бронза  | Гаган Наранг                  | Стрельба   | Мужчины, пневматическая винтовка, 10 м |

## Результаты соревнований

### Академическая гребля
В следующий раунд из каждого заезда проходили несколько лучших экипажей (в зависимости от дисциплины). В утешительный заезд попадали спортсмены, выбывшие в предварительном раунде. В финал A выходили 6 сильнейших экипажей, остальные разыгрывали места в утешительных финалах B-F.
Мужчины
| Соревнование              | Спортсмены                 | Предварительный заезд | Предварительный заезд | Предварительный заезд | Отборочный заезд | Отборочный заезд | Отборочный заезд | Четвертьфинал | Четвертьфинал | Четвертьфинал | Полуфинал     | Полуфинал     | Полуфинал     | Финал   | Финал   | Итоговое место |
| Соревнование              | Спортсмены                 | Заезд                 | Время                 | Место                 | Заезд            | Время            | Место            | Заезд         | Время         | Место         | Заезд         | Время         | Место         | Время   | Место   | Итоговое место |
| ------------------------- | -------------------------- | --------------------- | --------------------- | --------------------- | ---------------- | ---------------- | ---------------- | ------------- | ------------- | ------------- | ------------- | ------------- | ------------- | ------- | ------- | -------------- |
| одиночки                  | Саварн Сингх               | 1                     | 6:54,04               | 4                     | 1                | 7:00,49          | 1 Q              | 3             | 7:11,59       | 4             | Полуфинал C/D | Полуфинал C/D | Полуфинал C/D | Финал C | Финал C | 16             |
| одиночки                  | Саварн Сингх               | 1                     | 6:54,04               | 4                     | 1                | 7:00,49          | 1 Q              | 3             | 7:11,59       | 4             | 1             | 7:36,25       | 2             | 7:29,66 | 4       | 16             |
| парные двойки, лёгкий вес | Сандип Кумар Манджит Сингх |                       | 6:56.60               | 4                     |                  | 6:54.20          | 6                | Не проводился | Не проводился | Не проводился |               | 7:19.31       | 4             | 7:08.39 |         | 19             |

### Бадминтон
Спортсменов — 5
| Соревнование     | Спортсмены                    | Групповой этап                        | Групповой этап                          | Групповой этап                 | 1/8 финала                             | 1/4 финала                | 1/2 финала                  | Финал                     | Финал |
| Соревнование     | Спортсмены                    | 1 матч                                | 2 матч                                  | 3 матч                         | 1/8 финала                             | 1/4 финала                | 1/2 финала                  | Финал                     | Финал |
| Соревнование     | Спортсмены                    | Соперник Счёт                         | Соперник Счёт                           | Соперник Счёт                  | Соперник Счёт                          | Соперник Счёт             | Соперник Счёт               | Соперник Счёт             | Место |
| ---------------- | ----------------------------- | ------------------------------------- | --------------------------------------- | ------------------------------ | -------------------------------------- | ------------------------- | --------------------------- | ------------------------- | ----- |
| Одиночный разряд | Парупалли Кашьяп              | Тан (BEL) В 21–14, 21–12              | Нгуен (VIE) В 21–9, 21–14               | Не проводился                  | Карунаратне (SRI) В 21–14, 15–21, 21–9 | Ли (MAS) П 19–21, 11–21   | Завершил выступление        | Завершил выступление      | 5     |
| Одиночный разряд | Саина Нехвал                  | Жаке (SUI) В 21–9, 21–4               | Тан (BEL) В 21–4, 21–14                 | Не проводился                  | Яо (NED) В 21–14, 21–16                | Баун (DEN) В 21–15, 22–20 | И. Ван (CHN) П 13–21, 13–21 | С. Ван (CHN) В 18–21, 0–1 | 3     |
| Парный разряд    | Джвала Гутта Ашвини Поннаппа  | Фудзии / Какиива (JPN) П 16–21, 18–21 | Чэн / Цзянь (TPE) В 25–23, 16–21, 21–18 | Сари / Яо (SIN) В 21–16, 21–15 | Завершил выступление                   | Завершил выступление      | Завершил выступление        | Завершил выступление      | 8     |
| Микст            | Валиявитил Диджу Джвала Гутта | Ахмад / Натсир (INA) П 16–21, 12–21   | Лэйбурн / Юль (DEN) П 12–21, 16–21      | Ли / Ха (KOR) П 15–21, 15–21   | Завершил выступление                   | Завершил выступление      | Завершил выступление        | Завершил выступление      | 13    |

### Бокс
Спортсменов — 8
Мужчины
| Соревнование | Спортсмены     | Первый раунд                     | Второй раунд                        | Четвертьфинал             | Полуфинал            | Финал                |
| Соревнование | Спортсмены     | Соперник Результат               | Соперник Результат                  | Соперник Результат        | Соперник Результат   | Соперник Результат   |
| ------------ | -------------- | -------------------------------- | ----------------------------------- | ------------------------- | -------------------- | -------------------- |
| до 49 кг     | Девендро Сингх | Байрон Молина (HON) В RSC        | Пурэвдоржийн Сэрдамба (MGL) В 16-11 | Пэдди Барнс (IRL) П 18-23 | Завершил выступление | Завершил выступление |
| до 56 кг     | Шива Тхапа     | Оскар Вальдес (MEX) П 9-14       | Завершил выступление                | Завершил выступление      | Завершил выступление | Завершил выступление |
| до 60 кг     | Джай Бхагван   | Андрик Аллисоп (SEY) В 18-8      | Гани Жайлауов (KAZ) П 8-16          | Завершил выступление      | Завершил выступление | Завершил выступление |
| до 64 кг     | Манодж Кумар   | Сердар Худайбердиев (TKM) В 13-7 | Том Сталкер (GBR) П 16-20           | Завершил выступление      | Завершил выступление | Завершил выступление |
| до 69 кг     | Кришан Викас   |                                  | Эррол Спенс (USA) П 13-15           | Завершил выступление      | Завершил выступление | Завершил выступление |
| до 75 кг     | Вижендер Сингх | Данабек Сужанов (KAZ) В 14-10    | Террелл Гауша (USA) В 16-11         | Аббос Атоев (UZB) П 13-17 | Завершил выступление | Завершил выступление |
| до 81 кг     | Сумит Сангван  | Ямагути Фалкан (BRA) П 14-15     | Завершил выступление                | Завершил выступление      | Завершил выступление | Завершил выступление |

Женщины
| Соревнование | Спортсмены | Первый раунд                     | Четвертьфинал             | Полуфинал                 | Финал                 | Место |
| Соревнование | Спортсмены | Соперник Результат               | Соперник Результат        | Соперник Результат        | Соперник Результат    | Место |
| ------------ | ---------- | -------------------------------- | ------------------------- | ------------------------- | --------------------- | ----- |
| до 51 кг     | Мэри Ком   | Каролина Михальчук (POL) В 19-14 | Маруа Рахали (TUN) В 15-6 | Никола Адамс (GBR) П 6-11 | Завершила выступление | 3     |

### Борьба
Спортсменов — 5
Мужчины
Вольная борьба
| Категория | Спортсмены    | Первый раунд       | 1/8 финала         | Четвертьфинал        | Полуфинал            | Утешительный         | 3-е место            | Финал                | Место |
| Категория | Спортсмены    | Соперник Результат | Соперник Результат | Соперник Результат   | Соперник Результат   | Соперник Результат   | Соперник Результат   | Соперник Результат   | Место |
| --------- | ------------- | ------------------ | ------------------ | -------------------- | -------------------- | -------------------- | -------------------- | -------------------- | ----- |
| до 55 кг  | Амит Кумар    | не участвовал      | Рахими В 3 : 1     | Хинчегашвили П 1 : 3 | завершил выступление | не участвовал        | Великов П 0 : 3      | завершил выступление | 10    |
| до 60 кг  | Йогешвар Дутт | Гуйдя В 3 : 1      | Кудухов П 0 : 3    | завершил выступление | завершил выступление | Гомес В 3 : 0        | Эсмаилпур В 3 : 1    | Ли В 3 : 1           | 3     |
| до 66 кг  | Сушил Кумар   | не участвовал      | Шахин В 3 : 1      | Наврузов В 3 : 1     | Танатаров В 3 : 1    | не участвовал        | не участвовал        | Ёнэмицу П 0 : 3      | 2     |
| до 74 кг  | Нарсингх Ядав | не участвовал      | Джентри П 1 : 3    | завершил выступление | завершил выступление | завершил выступление | завершил выступление | завершил выступление | 14    |

Женщины
Вольная борьба
| Категория | Спортсмены  | Первый раунд       | 1/8 финала         | Четвертьфинал         | Полуфинал             | Утешительный       | 3-е место             | Финал                 | Место |
| Категория | Спортсмены  | Соперник Результат | Соперник Результат | Соперник Результат    | Соперник Результат    | Соперник Результат | Соперник Результат    | Соперник Результат    | Место |
| --------- | ----------- | ------------------ | ------------------ | --------------------- | --------------------- | ------------------ | --------------------- | --------------------- | ----- |
| до 55 кг  | Гита Пхогат | не участвовала     | Вербик П 1 : 3     | завершила выступление | завершила выступление | Лазарева П 0 : 3   | завершила выступление | завершила выступление | 13    |

### Дзюдо
Спортсменов — 1
Женщины
| Категория | Спортсмен       | 1/16 финала            | 1/8 финала            | Четвертьфинал         | Полуфинал             | Финал                 | Место |
| Категория | Спортсмен       | Соперник Результат     | Соперник Результат    | Соперник Результат    | Соперник Результат    | Соперник Результат    | Место |
| --------- | --------------- | ---------------------- | --------------------- | --------------------- | --------------------- | --------------------- | ----- |
| до 63 кг  | Гарима Чаудхари | Уэно (JPN) П 0000-0100 | Завершила выступление | Завершила выступление | Завершила выступление | Завершила выступление | 17    |

### Лёгкая атлетика
Спортсменов — 14
Мужчины
| Дисциплина      | Спортсмен            | Предварительный раунд | Предварительный раунд | Полуфиналы | Полуфиналы | Финал                | Финал                |
| Дисциплина      | Спортсмен            | Результат             | Место                 | Результат  | Место      | Результат            | Место                |
| --------------- | -------------------- | --------------------- | --------------------- | ---------- | ---------- | -------------------- | -------------------- |
| марафон         | Рам Сингх Ядав       |                       |                       |            |            | 2:30:06              | 78                   |
| ходьба на 20 км | Ирфан Колотум Тоди   |                       |                       |            |            | 1:20:21 NR           | 10                   |
| ходьба на 20 км | Гурмит Сингх         |                       |                       |            |            | 1:23:34              | 33                   |
| ходьба на 20 км | Балджиндер Сингх     |                       |                       |            |            | 1:25:39              | 43                   |
| ходьба на 50 км | Басанта Бахадур Рана |                       |                       |            |            | 3:56:48 NR           | 35                   |
| тройной прыжок  | Ренжит Махесвари     | NM                    | NM                    |            |            | Завершил выступление | Завершил выступление |
| толкание ядра   | Ом Пракаш Кархана    | 19,86 м               | 19                    |            |            | Завершил выступление | Завершил выступление |
| метание диска   | Викас Гауда          | 65,20                 | 5                     |            |            | 64.79                | 8                    |

Женщины
| Дисциплина      | Спортсмен     | Предварительный раунд | Предварительный раунд | Полуфиналы | Полуфиналы | Финал                 | Финал                 |
| Дисциплина      | Спортсмен     | Результат             | Место                 | Результат  | Место      | Результат             | Место                 |
| --------------- | ------------- | --------------------- | --------------------- | ---------- | ---------- | --------------------- | --------------------- |
| 800 м           | Тинту Лука    | 2:01,75               | 3                     | 1:59.69 SB | 6          | Завершила выступление | Завершила выступление |
| 3000 м с/б      | Судха Сингх   | 9:48.86               | 13                    |            |            | Завершила выступление | Завершила выступление |
| прыжки в высоту | Сахана Кумари | 1,80 м                | 29                    |            |            | Завершила выступление | Завершила выступление |
| тройной прыжок  | Майукха Джони | 13,77 м               | 22                    |            |            | Завершила выступление | Завершила выступление |
| метание диска   | Кришна Пуния  | 63,54                 | 8                     |            |            | 63,62                 | 6                     |
| метание диска   | Сима Антил    | 61,91 м               | 13                    |            |            | Завершила выступление | Завершила выступление |

### Настольный теннис
Спортсменов — 2
Соревнования по настольному теннису проходили по системе плей-офф. Каждый матч продолжался до тех пор, пока один из теннисистов не выигрывал 4 партии. Сильнейшие 16 спортсменов начинали соревнования с третьего раунда, следующие 16 по рейтингу стартовали со второго раунда.
Мужчины
| Соревнование     | Спортсмены    | Первый раунд       | Второй раунд       | Третий раунд         | Четвёртый раунд      | Четвертьфинал        | Полуфинал            | Финал                | Место |
| Соревнование     | Спортсмены    | Соперник Результат | Соперник Результат | Соперник Результат   | Соперник Результат   | Соперник Результат   | Соперник Результат   | Соперник Результат   | Место |
| ---------------- | ------------- | ------------------ | ------------------ | -------------------- | -------------------- | -------------------- | -------------------- | -------------------- | ----- |
| Одиночный разряд | Сумяджит Гхош | Цубой (BRA) В 4:2  | Ким (PRK) П 1:4    | Завершил выступление | Завершил выступление | Завершил выступление | Завершил выступление | Завершил выступление | 33    |

Женщины
| Соревнование     | Спортсмены | Первый раунд        | Второй раунд          | Третий раунд          | Четвёртый раунд       | Четвертьфинал         | Полуфинал             | Финал                 | Место |
| Соревнование     | Спортсмены | Соперник Результат  | Соперник Результат    | Соперник Результат    | Соперник Результат    | Соперник Результат    | Соперник Результат    | Соперник Результат    | Место |
| ---------------- | ---------- | ------------------- | --------------------- | --------------------- | --------------------- | --------------------- | --------------------- | --------------------- | ----- |
| Одиночный разряд | Анкита Дас | Рамирес (ESP) П 1:4 | Завершила выступление | Завершила выступление | Завершила выступление | Завершила выступление | Завершила выступление | Завершила выступление | 49    |

### Стрельба
Спортсменов — 11
По итогам квалификации 6 или 8 лучших спортсменов (в зависимости от дисциплины), набравшие наибольшее количество очков, проходили в финал. Победителем соревнований становился стрелок, набравший наибольшую сумму очков по итогам квалификации и финала. В пулевой стрельбе в финале количество очков за попадание в каждой из попыток измерялось с точностью до десятой.
Мужчины
| Соревнование                    | Спортсмены       | Квалификация | Квалификация | Финал                | Всего     | Всего |
| Соревнование                    | Спортсмены       | Результат    | Место        | Финал                | Результат | Место |
| ------------------------------- | ---------------- | ------------ | ------------ | -------------------- | --------- | ----- |
| винтовка, 10 м                  | Абхинав Биндра   | 594          | 16           | Завершил выступление | 594       | 16    |
| винтовка, 10 м                  | Гаган Наранг     | 598          | 3            | 103,1                | 701,1     | 3     |
| винтовка лёжа, 50 м             | Джойдип Кармакар | 595          | 7            | 104,1                | 699,1     | 4     |
| винтовка из 3-х положений, 50 м | Гаган Наранг     | 1164         | 20           | Завершил выступление | 1164      | 20    |
| винтовка из 3-х положений, 50 м | Санджив Раджпут  | 1161         | 26           | Завершил выступление | 1161      | 26    |
| скоростной пистолет, 25 м       | Виджай Кумар     | 585          | 4            | 30                   | 615       | 2     |
| трап                            | Махавджит Сингх  | 119          | 16           | Завершил выступление | 119       | 16    |
| дубль-трап                      | Ронджан Содхи    | 134          | 11           | Завершил выступление | 134       | 11    |

Женщины
| Соревнование                  | Спортсмены     | Квалификация | Квалификация | Финал                 | Всего     | Всего |
| Соревнование                  | Спортсмены     | Результат    | Место        | Финал                 | Результат | Место |
| ----------------------------- | -------------- | ------------ | ------------ | --------------------- | --------- | ----- |
| пистолет, 25 м                | Рахи Сарнобат  | 579          | 19           | Завершила выступление | 579       | 19    |
| пистолет, 25 м                | Хина Сидху     | 382          | 12           | Завершила выступление | 382       | 12    |
| пневматический пистолет, 10 м | Аннурадж Сингх | 579          | 19           | Завершила выступление | 579       | 19    |
| трап                          | Шагун Чоудхари | 61           | 20           | Завершила выступление | 61        | 20    |

### Стрельба из лука
Спортсменов — 6
Мужчины
| Первенство     | Спортсмены                                   | Квалификация | Квалификация | 1/32 финала         | 1/16 финала               | 1/8 финала                             | Четвертьфинал         | Полуфинал             | Финал                 | Место |
| Первенство     | Спортсмены                                   | Результат    | Место        | Соперник Результат  | Соперник Результат        | Соперник Результат                     | Соперник Результат    | Соперник Результат    | Соперник Результат    | Место |
| -------------- | -------------------------------------------- | ------------ | ------------ | ------------------- | ------------------------- | -------------------------------------- | --------------------- | --------------------- | --------------------- | ----- |
| Индивидуальное | Джаянта Талукдар                             | 650          | 53           | Вуки (USA) П 0:6    | Завершил выступление      | Завершил выступление                   | Завершил выступление  | Завершил выступление  | Завершил выступление  | 33    |
| Индивидуальное | Рахул Банерджи                               | 655          | 46           | Гантугс (MGL) В 6:0 | Добровольский (POL) П 3:7 | Завершил выступление                   | Завершил выступление  | Завершил выступление  | Завершил выступление  | 17    |
| Индивидуальное | Тарундип Рай                                 | 664          | 31           | Стевенс (CUB) В 6:5 | Ким (KOR) П 2:6           | Завершил выступление                   | Завершил выступление  | Завершил выступление  | Завершил выступление  | 17    |
| Командное      | Джаянта Талукдар Рахул Банерджи Тарундип Рай | 1969         | 12           |                     |                           | Япония · П 214:214 · перестрелка 27:29 | Завершили выступление | Завершили выступление | Завершили выступление | 9     |

Женщины
| Соревнование   | Спортсмены                                  | Квалификация | Квалификация | 1/32 финала        | 1/16 финала           | 1/8 финала            | Четвертьфинал         | Полуфинал             | Финал                 | Место |
| Соревнование   | Спортсмены                                  | Результат    | Место        | Соперник Результат | Соперник Результат    | Соперник Результат    | Соперник Результат    | Соперник Результат    | Соперник Результат    | Место |
| -------------- | ------------------------------------------- | ------------ | ------------ | ------------------ | --------------------- | --------------------- | --------------------- | --------------------- | --------------------- | ----- |
| Индивидуальное | Бомбайла Деви                               | 651          | 22           | Псарра (GRE) В 6:4 | Роман (MEX) П 2:6     | Завершила выступление | Завершила выступление | Завершила выступление | Завершила выступление | 17    |
| Индивидуальное | Дипика Кумари                               | 662          | 8            | Оливер (GBR) П 2:6 | Завершила выступление | Завершила выступление | Завершила выступление | Завершила выступление | Завершила выступление | 33    |
| Индивидуальное | Чхекроволу Свуро                            | 625          | 50           | Николс (USA) П 5:6 | Завершила выступление | Завершила выступление | Завершила выступление | Завершила выступление | Завершила выступление | 33    |
| Командное      | Бомбайла Деви Дипика Кумари Чекроволу Свуро | 1938         | 9            |                    |                       | Дания · П 210:211     | Завершили выступление | Завершили выступление | Завершили выступление | 9     |

### Теннис
| Разряд    | Спортсмен                    | 1/32                      | 1/16                                 | 1/8                                   | Четвертьфинал                      | Полуфинал             | Финал                 | Место |
| Разряд    | Спортсмен                    | Соперник Счёт             | Соперник Счёт                        | Соперник Счёт                         | Соперник Счёт                      | Соперник Счёт         | Соперник Счёт         | Место |
| --------- | ---------------------------- | ------------------------- | ------------------------------------ | ------------------------------------- | ---------------------------------- | --------------------- | --------------------- | ----- |
| одиночный | Сомдев Девварман             | Ниеминен (FIN) П 3–6, 1–6 | Завершил выступление                 | Завершил выступление                  | Завершил выступление               | Завершил выступление  | Завершил выступление  | 33    |
| одиночный | Вишну Вардхан                | Кавчич (SLO) П 3–6, 2–6   | Завершил выступление                 | Завершил выступление                  | Завершил выступление               | Завершил выступление  | Завершил выступление  | 33    |
| парный    | Махеш Бхупати Рохан Бопанна  | Не проводился             | Бурый / Мирный (BLR) В 7–6, 6–7, 8–6 | Беннето / Гаске (FRA) П 3–6, 4–6      | Завершили выступление              | Завершили выступление | Завершили выступление | 9     |
| парный    | Вишну Вардхан Леандер Паес   | Не проводился             | Хасе / Ройер (NED) В 7–6, 4–6, 6–2   | Льодра / Тсонга (FRA) П 6–7, 6–4, 3–6 | Завершили выступление              | Завершили выступление | Завершили выступление | 9     |
| микст     | Леандер Паес Сания Мирза     | Не проводился             | Не проводился                        | Зимонич / Иванович (SRB) В 6–2, 6–4   | Мирный / Азаренко (BLR) П 5–7, 6–7 | Завершили выступление | Завершили выступление | 5     |
| парный    | Сания Мирза Рушми Чакраварти | Не проводился             | Чжуан / Се (TPE) П 1–6, 6–3, 1–6     | Завершили выступление                 | Завершили выступление              | Завершили выступление | Завершили выступление | 17    |

### Тяжёлая атлетика
Спортсменов — 2
Мужчины
| Категория | Спортсмен         | Вес   | Рывок | Рывок | Рывок | Толчок | Толчок | Толчок | Всего | Место |
| Категория | Спортсмен         | Вес   | 1     | 2     | 3     | 1      | 2      | 3      | Всего | Место |
| --------- | ----------------- | ----- | ----- | ----- | ----- | ------ | ------ | ------ | ----- | ----- |
| до 69 кг  | Катулу Рави Кумар | 68.67 | 136   | 141   | 141   | 167    | 176    | 176    | 303   | 15    |

Женщины
| Категория | Спортсмен           | Вес   | Рывок | Рывок | Рывок | Толчок | Толчок | Толчок | Всего | Место |
| Категория | Спортсмен           | Вес   | 1     | 2     | 3     | 1      | 2      | 3      | Всего | Место |
| --------- | ------------------- | ----- | ----- | ----- | ----- | ------ | ------ | ------ | ----- | ----- |
| до 48 кг  | Нгангбам Сония Чану | 47.74 | 72    | 74    | 75    | 93     | 97     | 97     | 171   | 7     |

### Хоккей на траве
Спортсменов — 16

#### Мужчины
Состав команды
Результаты
Группа B
| Место | Команда          | И | В | Н | П | ГЗ | ГП | +/- | Очки |
| ----- | ---------------- | - | - | - | - | -- | -- | --- | ---- |
| 1     | Нидерланды       | 5 | 5 | 0 | 0 | 18 | 7  | +11 | 15   |
| 2     | Германия         | 5 | 3 | 1 | 1 | 14 | 11 | +3  | 10   |
| 3     | Бельгия          | 5 | 2 | 1 | 2 | 8  | 7  | +1  | 7    |
| 4     | Республика Корея | 5 | 2 | 0 | 3 | 9  | 8  | +1  | 6    |
| 5     | Новая Зеландия   | 5 | 1 | 2 | 2 | 10 | 14 | −4  | 5    |
| 6     | Индия            | 5 | 0 | 0 | 5 | 6  | 18 | −12 | 0    |

| 30 июля 2012 16:00 (UTC+1)                                               | \| Нидерланды \| 3:2 (2:0) Отчёт \| Индия \| \| Роберт ван дер Хорст 20' · Родерик Вёстхоф 29' · Минк ван дер Верден 51' \| Голы \| Дхаравмир Сингх 45' · Шивендра Сингх 48' \| | Лондон Ривербанк Арена Судья: Тим Пулман Натан Станьо |
| Нидерланды                                                               | 3:2 (2:0) Отчёт | Индия                                                 |
| Роберт ван дер Хорст 20' · Родерик Вёстхоф 29' · Минк ван дер Верден 51' | Голы | Дхаравмир Сингх 45' · Шивендра Сингх 48'              |

| 1 августа 2012 16:00 (UTC+1)                           | \| Новая Зеландия \| 3:1 (3:1) Отчёт \| Индия \| \| Энди Хэйуорд 13' · Филлип Барроус 24' · Ник Уилсон 29' \| Голы \| Сандип Сингх 2' \| | Лондон Ривербанк Арена Судья: Джед Кьюран Колин Хатчинсон |
| Новая Зеландия                                         | 3:1 (3:1) Отчёт | Индия                                                     |
| Энди Хэйуорд 13' · Филлип Барроус 24' · Ник Уилсон 29' | Голы | Сандип Сингх 2'                                           |

| 3 августа 2012 13:45 (UTC+1)                                      | \| Германия \| 5:2 (4:1) Отчёт \| Индия \| \| Флориан Фукс 7', 16', 36' · Оливер Корн 24' · Кристофер Уэсли 34' \| Голы \| Рагхунат 13' · Тушар Кхандкер 62' \| | Лондон Ривербанк Арена Судья: Ким Хун Рэ Гэри Симмондс |
| Германия                                                          | 5:2 (4:1) Отчёт | Индия                                                  |
| Флориан Фукс 7', 16', 36' · Оливер Корн 24' · Кристофер Уэсли 34' | Голы | Рагхунат 13' · Тушар Кхандкер 62'                      |

| 5 августа 2012 13:15 (UTC+1) | \| Индия \| 1:4 (1:1) Отчёт \| Республика Корея \| \| Гурвендер Чханди 10' \| Голы \| Чан Чжон Хён 6' · Нам Хён У 59', 70' · Со Чжон Хо 68' \| | Лондон Ривербанк Арена Судья: Саймон Тейлор Гэри Симмондс |
| Индия                        | 1:4 (1:1) Отчёт | Республика Корея                                          |
| Гурвендер Чханди 10'         | Голы | Чан Чжон Хён 6' · Нам Хён У 59', 70' · Со Чжон Хо 68'     |

| 7 августа 2012 16:00 (UTC+1) | \| Индия \| 0:3 (0:1) Отчёт \| Бельгия \| \| \| Голы \| Жером Декейсер 15' · Готье Боккар 47' · Том Бон 67' \| | Лондон Ривербанк Арена Судья: Ким Хун Рэ Найджел Игго |
| Индия                        | 0:3 (0:1) Отчёт                                                                                                | Бельгия                                               |
|                              | Голы | Жером Декейсер 15' · Готье Боккар 47' · Том Бон 67'   |

Матч за 11-е место
| 11 августа 2012 08:30 (UTC+1)                                  | \| ЮАР \| 3:2 (2:1) Отчёт \| Индия \| \| Эндрю Кронье 8' · Тимоти Драммонд 34' · Ллойд Норрис-Джонс 65' \| Голы \| Сандип Сингх 14' · Дхаравмир Сингх 67' \| | Лондон Ривербанк Арена Судья: Ким Хун Рэ Херман Монтес де Оса |
| ЮАР                                                            | 3:2 (2:1) Отчёт | Индия                                                         |
| Эндрю Кронье 8' · Тимоти Драммонд 34' · Ллойд Норрис-Джонс 65' | Голы | Сандип Сингх 14' · Дхаравмир Сингх 67'                        |